# Neuseeländische Badmintonmeisterschaft 1951
Die Neuseeländische Badmintonmeisterschaft 1951 fand in Wellington statt. Es war die 18. Austragung der Badmintonmeisterschaften von Neuseeland. 	

## Titelträger
| Disziplin    | Sieger                           |
| ------------ | -------------------------------- |
| Herreneinzel | Jeffrey Robson                   |
| Dameneinzel  | Heather Redwood                  |
| Herrendoppel | Jeffrey Robson A. Lawrence Scott |
| Damendoppel  | Heather Redwood Val Johnson      |
| Mixed        | R. G. Pattinson Val Johnson      |